# Disulfuro de tántalo
El sulfuro de tántalo (IV) es un compuesto inorgánico de fórmula TaS2. Es un compuesto en capas con centros de sulfuro de tres coordenadas y centros metálicos trigonales prismáticos u octaédricos Es estructuralmente similar al disulfuro de molibdeno MoS2 y a otros numerosos dicalcogenuros de metales de transición. El disulfuro de tántalo tiene tres polimorfos: 1T-TaS2, 2H-TaS2 y 3R-TaS2, que representan respectivamente el trigonal, el hexagonal y el romboédrico.
Se han descrito las propiedades del polimorfo 1T-TaS2.

## Metaestabilidad
El 1T-TaS2 es el único, no sólo entre los dicalcogenuros de metales de transición (TMDs por sus siglas en inglés), sino también entre los "materiales cuánticos" en general, que presenta un estado metálico metaestable a bajas temperaturas. El paso del estado aislante al metálico puede lograrse ópticamente o mediante la aplicación de impulsos eléctricos. El estado metálico es persistente por debajo de ~20 K, pero su duración puede ajustarse cambiando la temperatura. La duración del estado metaestable también puede ajustarse mediante deformación. La conmutación entre estados inducida eléctricamente es de interés actual, ya que puede utilizarse para dispositivos de memoria ultrarrápidos y energéticamente eficientes.
Debido a la disposición triangular frustrada de los electrones localizados, se sospecha que el material soporta algún tipo de estado líquido de espín cuántico. Ha sido objeto de numerosos estudios como huésped para la intercalación de donantes de electrones.

## Preparación

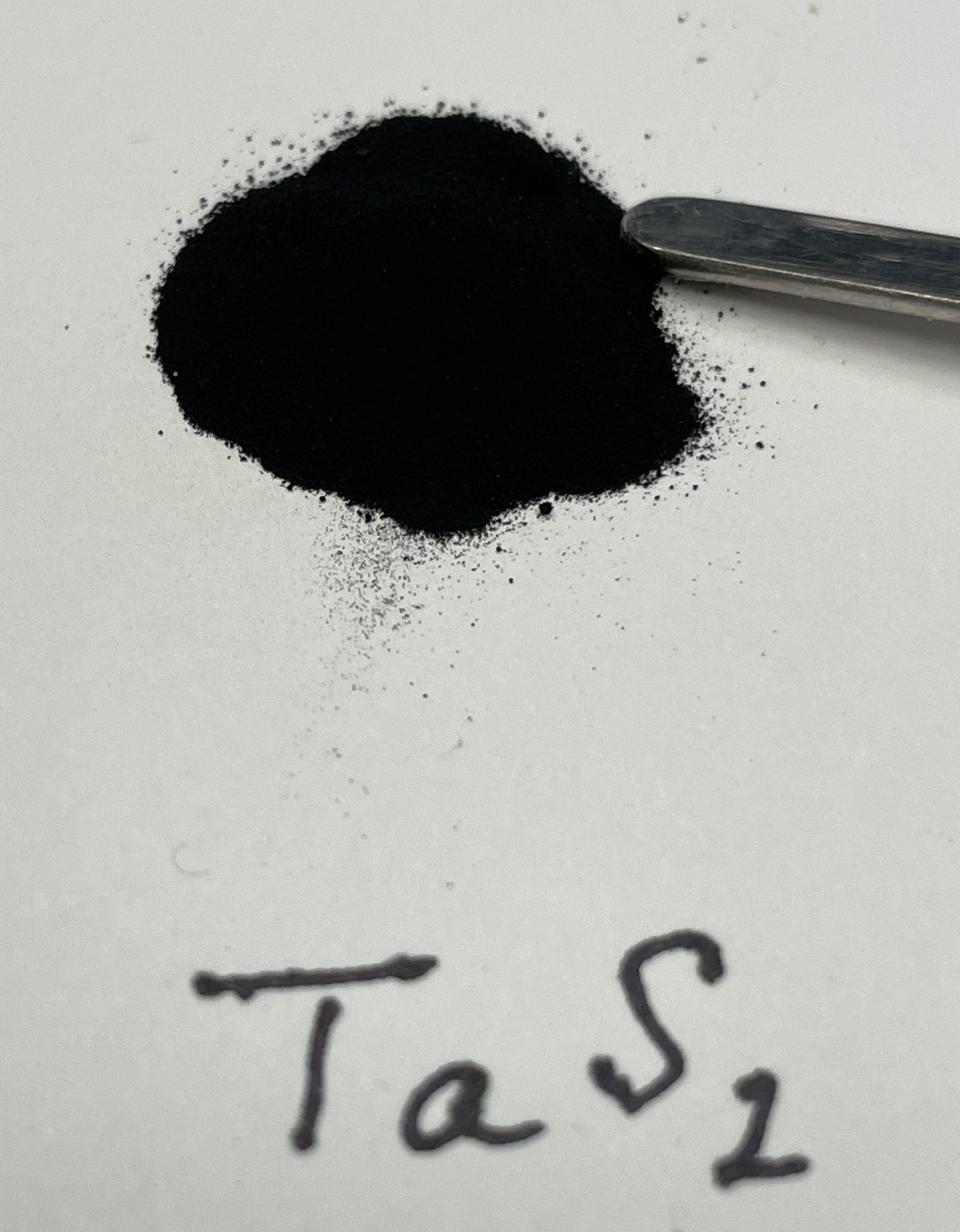
Muestra de TaS2 policristalino
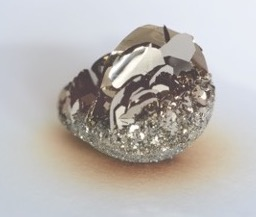
Cristales de 1T-TaS2 crecidos por reacción de transporte
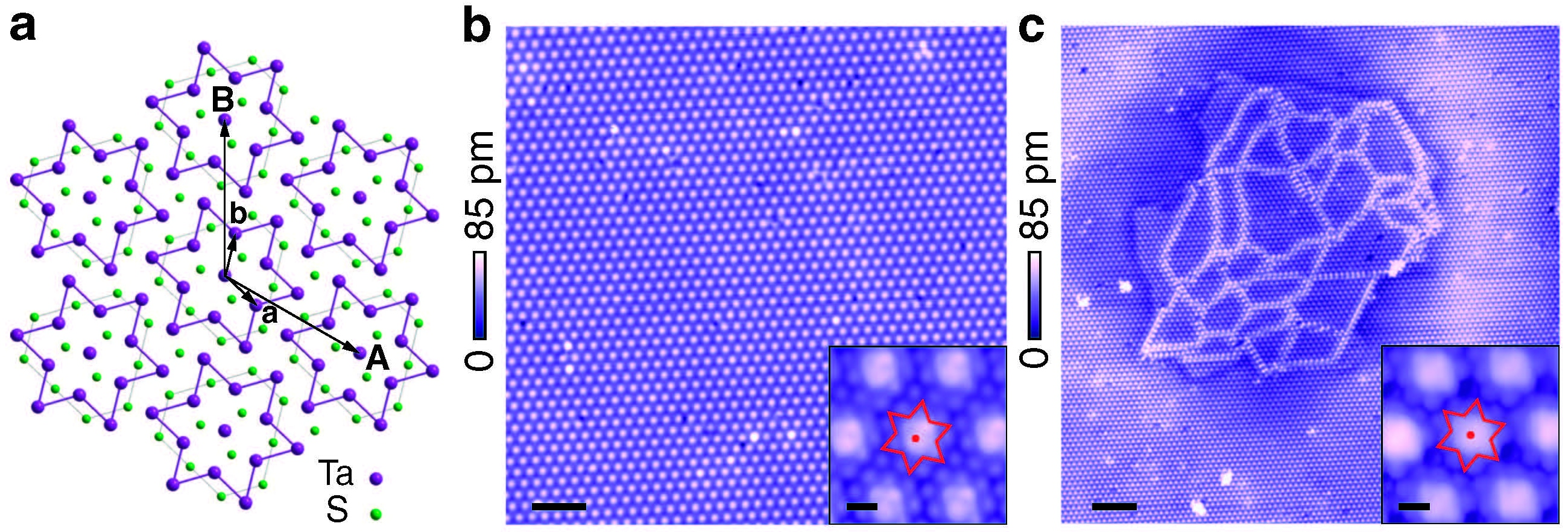
(a): Esquema del patrón de estrella de David en 1T-TaS2 donde los átomos verdes son S y los morados Ta. (b) y (c) son imágenes STM (6,5 K) antes y después de la aplicación de pulsos de 2,8 V a través de la punta STM. Los recuadros muestran imágenes ampliadas ~10 veces.
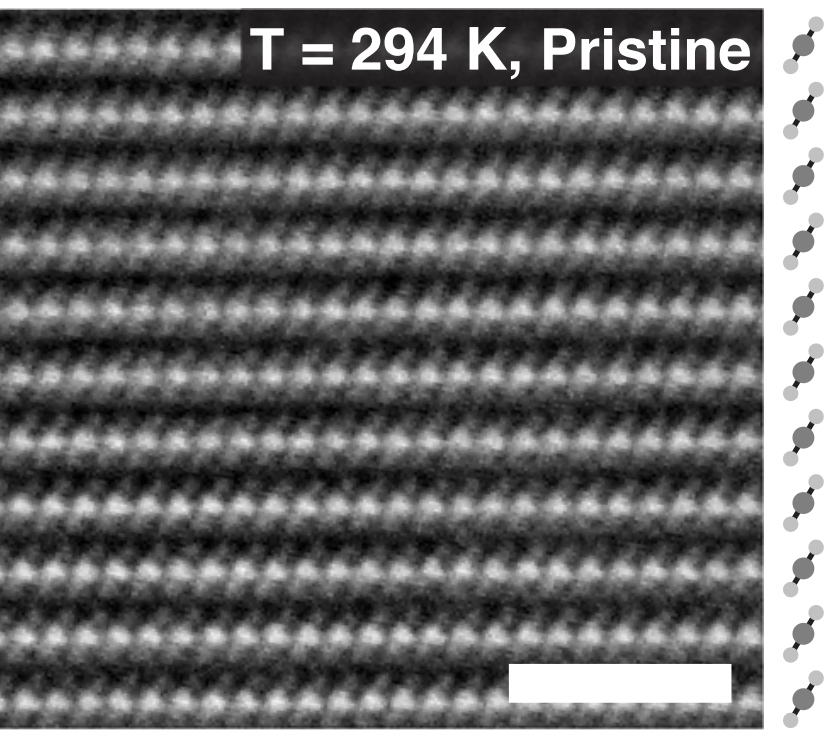
Imagen de resolución atómica de 1T-TaS2 (298 K). Obtenida mediante HAADF STEM. Barra de escala de 2 nm.

El TaS2 se prepara por reacción de tántalo en polvo y azufre a ~900 °C. Se purifica y cristaliza por transporte químico de vapor utilizando yodo como agente transportador:
   TaS2 + 2 I2 ⇌ TaI4 + 2 S
Se escinde fácilmente y tiene un brillo dorado característico. Tras una exposición prolongada al aire, la formación de una capa de óxido provoca el oscurecimiento de la superficie. Las películas finas pueden prepararse mediante deposición química de vapor y epitaxia de haces moleculares.

## Dispositivos de memoria y otras aplicaciones potenciales
La conmutación del material hacia y desde el estado de "mosaico", o dominio, mediante pulsos ópticos o eléctricos se utiliza para dispositivos de "memoria de configuración de carga" (CCM). La característica distintiva de estos dispositivos es que presentan una conmutación de resistencia no térmica muy eficiente y rápida a bajas temperaturas. Se ha demostrado el funcionamiento a temperatura ambiente de un oscilador de ondas de densidad de carga y la modulación en GHz del estado CDW impulsada térmicamente.